# Gregg Popovich
Gregg Charles Popovich (født 28. januar 1949)  er en amerikansk professionel basketballtræner for San Antonio Spurs i NBA.
Han har haft jobbet uafbrudt siden 1996 og er dermed den længst siddende cheftræner til dato, ikke kun i NBA men i topsport i USA i det hele taget.
Alle fem gange, San Antonio Spurs er blevet mestre, har det været med Popovich i trænersædet.

Ved OL i 2020/2021 var han tillige cheftræner for USAs basketballhold, der vandt guld.
I 2023 blev Popovich optaget i Naismith Memorial Basketball Hall of Fame . 